# 氏家丈吉
氏家 丈吉（うじいえ じょうきち、旧姓・富樫、前名・吉郎、1866年10月5日〈慶応2年8月27日〉 - 1942年〈昭和17年〉8月8日）は、日本の政治家、実業家、資産家、宮城県多額納税者、地主。族籍は宮城県平民。

## 経歴
山形県東置賜郡屋代村字竹森（現・高畠町）出身。富樫六右衛門の二男。山形県立山形中学校を卒業。1888年、先代・丈吉の養子となり、1906年、家督を相続し前名・吉郎を改め襲名し、2代目丈吉となる。家業を継いだ。
「加登丈」と称し、金融業を営んだ。角田電気鉄道、角田製氷会社等の重役であった。角田製氷社長、東北冷蔵製氷、大日本水道水管各取締役などをつとめた。
明治末より角田町会議員、1915年より郡会議員であった。日本赤十字社有功章特別社員となった。

## 人物
貴族院多額納税者議員選挙の互選資格を有した。
趣味は読書。住所は宮城県伊具郡角田町本町。

## 家族・親族
氏家家
氏家清吉家の分家である。旧氏丈邸（きゅううじじょうてい）は、角田市指定文化財である。
- 養父・丈吉[2][6][18]
- 養母・よし（1847年 - ?、宮城、大沼養之丞の三女）[2][6]
- 妻・いわ（1867年 - ?、養父・丈吉の長女）[2][6]
- 養子・吉治（1886年 - ?、宮城、氏家平三郎の長男、分家）[2][4]
- 男・重吉（1891年 - ?）[2][6]
- 二男・直吉（1894年 - ?）[7][12]
  - 同妻・滋子（1901年 - ?、宮城士族、新妻洵滋の長女）[7][12]
  - 同長男[3]
  - 同長女[3]
- 三男・忠吉（1896年 - ?）[7][13]
- 五男・信吉（1899年 - ?）[7][13]
- 六男・七郎（1904年 - ?）[7][13]
- 七男・哲郎[19]（1909年[7][13] - ?、医師、慈恵医大出身[3][12]）
- 長女・いし（1889年 - ?、宮城、永沢安之助の妻）[7][13]
- 二女・たま（1902年 - ?、愛知、野村利治の妻）[7][13]
- 三女・てる子（1906年 - ?、宮城、遠藤富雄の妻）[7][13]
- 四女・千代（1907年 - ?、宮城、永山恒の妻）[7][13]
- 孫[7][13]

親戚
- 大沼養之丞（村田銀行頭取）